# Roberto López Alcaide
Roberto López Alcaide (Zaragoza, 24 de abril de 2000) es un futbolista español que juega de centrocampista en el C. D. Leganés de la Segunda División de España.

## Trayectoria
Es un futbolista que empezó su carrera futbolística en el fútbol sala, en el colegio Hilarión Gimeno del barrio zaragozano de La Jota con apenas 5 años. Su juego comenzó a llamar la atención de varios ojeadores de la capital aragonesa y no tardó en formar filas con la U. D. Amistad, cantera formativa anexa al Real Zaragoza. En edad cadete despertó el interés de prestigiosas canteras del fútbol europeo y probó en el Liverpool F. C., pero finalmente el jugador decidió formar parte de la estructura de Zubieta, así que, con tan solo 15 años, firmó con la Real Sociedad hasta 2022.
La campaña 2017-18 fue uno de los jugadores más destacados de la División de Honor Juvenil, tanto en liga como en Copa del Rey. También participó con las categorías inferiores de la selección española, siendo una pieza importante en los esquemas de Santi Denia para el combinado nacional sub-19. 
En la temporada 2018-19 formó parte del filial entrenado por Imanol Alguacil, en el que acumuló cinco tantos los primeros 18 partidos de liga con el 'Sanse' en Segunda División B.
En el mes de diciembre de 2018 el club renovó el contrato del jugador zaragozano hasta 2025. Tras la destitución Asier Garitano, su técnico en el filial, Imanol Alguacil, pasó a ser técnico del primer equipo, por lo que el jugador alternó entrenamientos con el primer equipo. 
El 14 de enero de 2019 hizo su debut en la Primera División de España, en una victoria del conjunto donostiarra por tres goles a dos en casa frente al R. C. D. Espanyol perteneciente a la décima novena jornada de liga en el que el lateral jugó 28 minutos.
El 10 de septiembre de 2020 se hizo oficial que pasaba a ser jugador del primer equipo. Para la temporada 2021-22 volvió a la disciplina del filial que había conseguido el ascenso a la Segunda División.
El 27 de junio de 2022 el C. D. Mirandés hizo oficial su cesión por una temporada. En esta disputó 42 partidos en los que marcó ocho goles y dio cinco asistencias. La siguiente volvió a ser prestado, esta vez al C. D. Tenerife.
En julio de 2024 abandonó definitivamente la Real Sociedad una vez fue traspasado al C. D. Leganés.

## Selección nacional
En 2020 fue convocado por la selección de fútbol sub-21 de España y jugó partidos clasificatorios.

## Estadísticas
Actualizado al último partido disputado el 4 de mayo de 2025.
| Club                       | Div.          | Temporada     | Liga  | Liga  | Copas nacionales | Copas nacionales | Copas internacionales | Copas internacionales | Total | Total |
| Club                       | Div.          | Temporada     | Part. | Goles | Part.            | Goles            | Part.                 | Goles                 | Part. | Goles |
| -------------------------- | ------------- | ------------- | ----- | ----- | ---------------- | ---------------- | --------------------- | --------------------- | ----- | ----- |
| Real Sociedad "B" · España | 2.ª B         | 2018-19       | 28    | 7     | —                | —                | —                     | —                     | 28    | 7     |
| Real Sociedad · España     | 1.ª           | 2018-19       | 1     | 0     | 0                | 0                | —                     | —                     | 1     | 0     |
| Real Sociedad "B" · España | 2.ª B         | 2019-20       | 26    | 7     | —                | —                | —                     | —                     | 26    | 7     |
| Real Sociedad · España     | 1.ª           | 2019-20       | 3     | 0     | 0                | 0                | —                     | —                     | 3     | 0     |
| Real Sociedad · España     | 1.ª           | 2020-21       | 17    | 3     | 1                | 0                | 2                     | 0                     | 20    | 3     |
| Real Sociedad · España     | Total club    | Total club    | 21    | 3     | 1                | 0                | 2                     | 0                     | 24    | 3     |
| Real Sociedad "B" · España | 2.ª           | 2021-22       | 28    | 4     | —                | —                | —                     | —                     | 28    | 4     |
| Real Sociedad "B" · España | Total club    | Total club    | 82    | 18    | 0                | 0                | 0                     | 0                     | 82    | 18    |
| C. D. Mirandés · España    | 2.ª           | 2022-23       | 40    | 7     | 2                | 1                | —                     | —                     | 42    | 8     |
| C. D. Mirandés · España    | Total club    | Total club    | 40    | 7     | 2                | 1                | 0                     | 0                     | 42    | 8     |
| C. D. Tenerife · España    | 2.ª           | 2023-24       | 40    | 7     | 3                | 0                | —                     | —                     | 43    | 7     |
| C. D. Tenerife · España    | Total club    | Total club    | 40    | 7     | 3                | 0                | 0                     | 0                     | 43    | 7     |
| C. D. Leganés · España     | 1.ª           | 2024-25       | 13    | 0     | 4                | 0                | —                     | —                     | 17    | 0     |
| C. D. Leganés · España     | Total club    | Total club    | 13    | 0     | 4                | 0                | 0                     | 0                     | 17    | 0     |
| Total carrera              | Total carrera | Total carrera | 196   | 35    | 10               | 1                | 2                     | 0                     | 208   | 36    |
| 1. 2.                      |               |               |       |       |                  |                  |                       |                       |       |       |

## Palmarés

### Distinciones individuales
| Distinción                                                   | Año  |
| ------------------------------------------------------------ | ---- |
| Jugador del mes de la Segunda División de España (diciembre) | 2022 |